# 阿蘭·沙佩爾
阿蘭·沙佩爾（法語：Alain Chapel，法語發音：[alɛ̃ ʃapɛl]；1937年12月30日—1990年7月10日）出生於法國奥弗涅-罗讷-阿尔卑斯大区罗讷省的里昂，是米其林指南三星評鑑、實踐法式料理新潮烹調主義的廚師。

## 生平
阿蘭·沙佩爾的烹飪啟蒙，是里昂的廚師讓·維尼亞爾（法語：Jean Vignard），後來也到維埃納擔任費爾南·普安（法語：Fernand Point）的學徒，1967年卅歲的時候，接手父母親在米奧奈開的Mère Charles餐廳，兩年後得到米其林二星評鑑，1973年雙喜臨門；一是獲得國家級法國最佳工匠獎的殊榮、再來則是取得米其林三星評鑑，以他才34歲的年紀，是當時最年輕的三星主廚。
1978年艾倫·杜卡斯在他的門下擔任學徒，1990年阿蘭·沙佩爾在亞維農心臟病發驟逝，餐廳則在他的夫人Suzanne及他的助理菲利普·尤斯（法語：Philippe Jouss）繼承下去，一直開到2012年才停業。

### 受獎

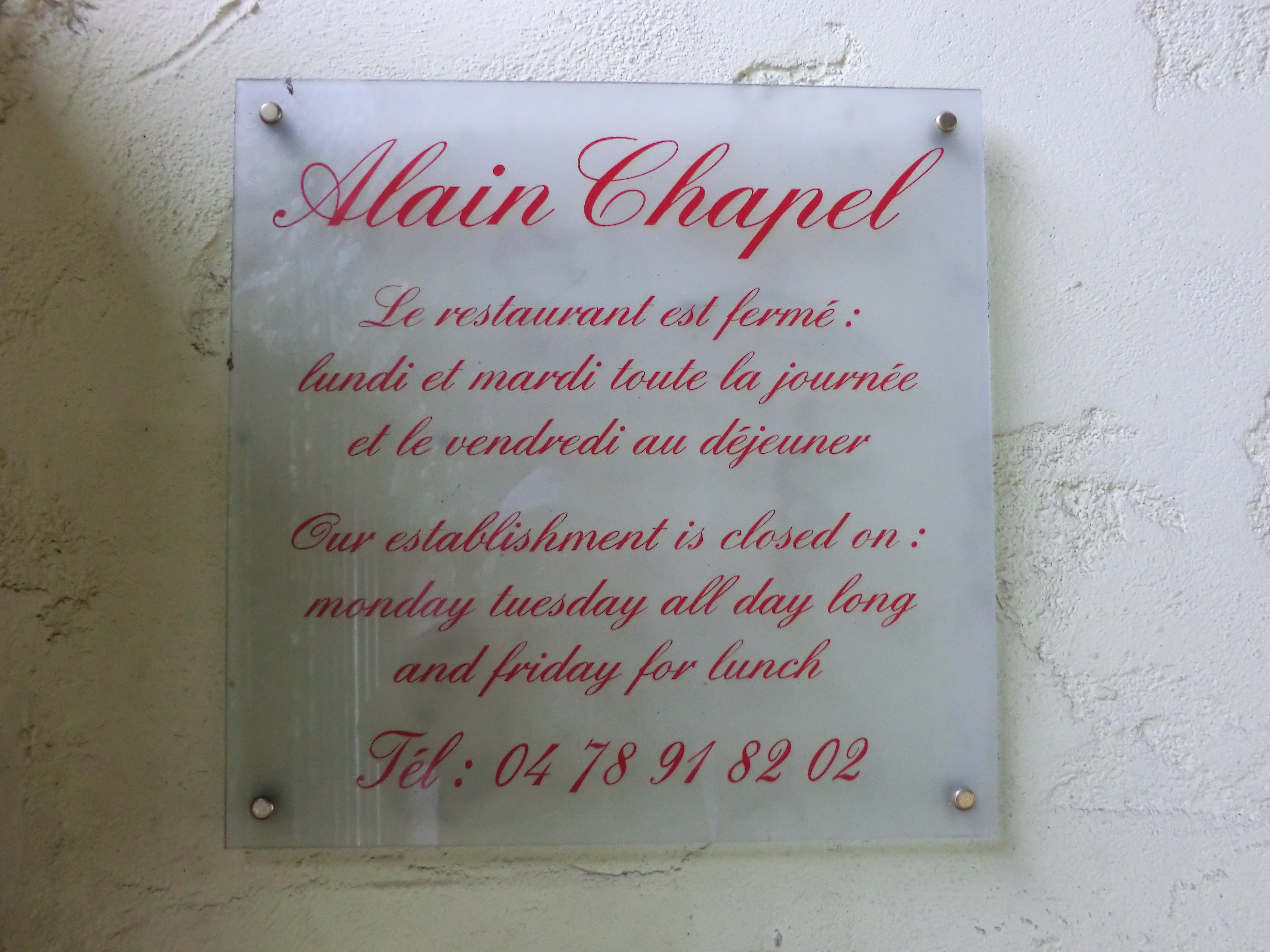
阿蘭·沙佩爾紀念牌

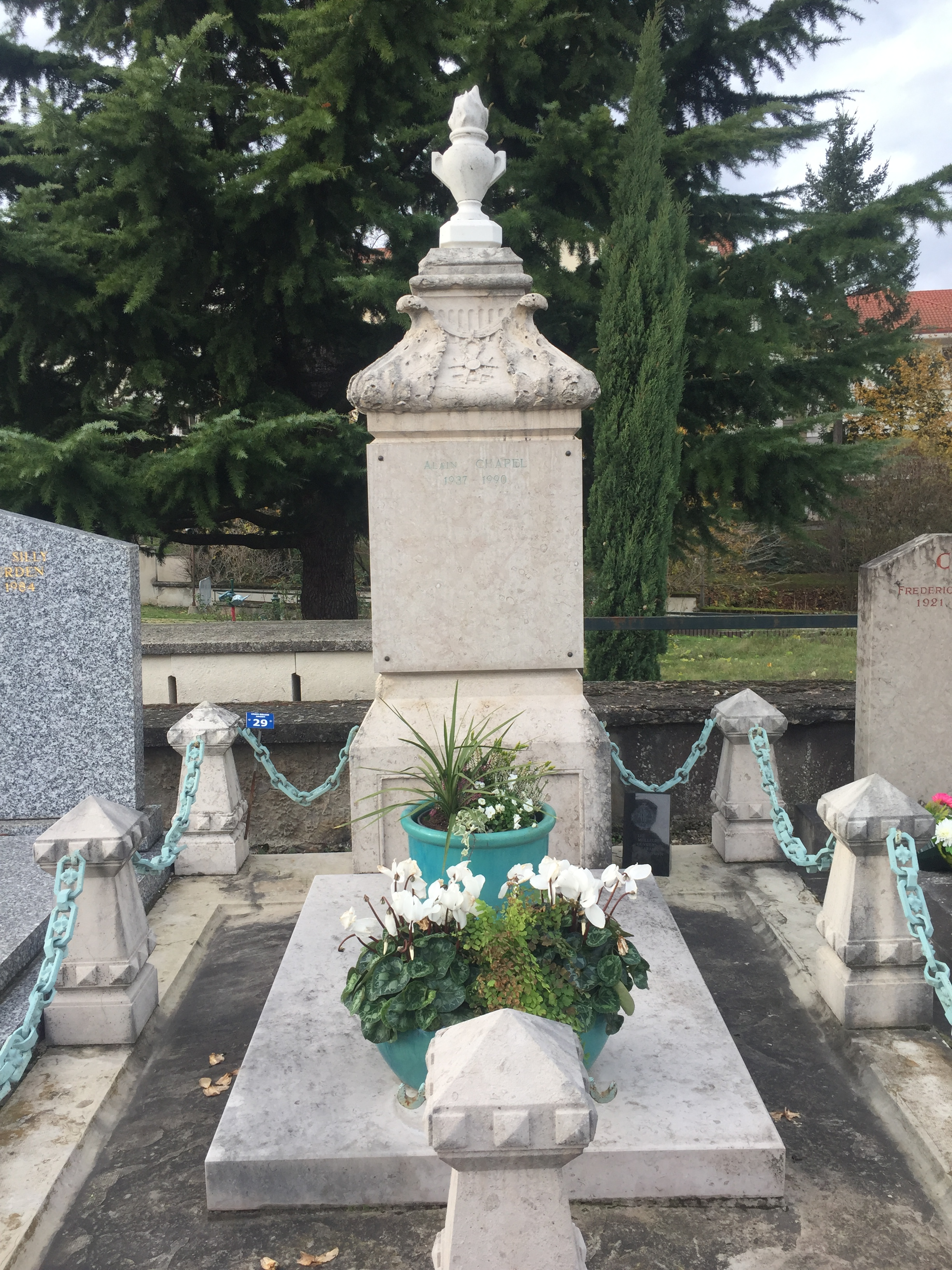
阿蘭·沙佩爾的墓園

- 1973年 法國最佳工匠獎
- 1973年 米其林三星評鑑
- 1980年 農業功勳勳章
- 1985年 藝術與文學勳章
- 1988年 法國國家功績勳章
- 米奧奈市政廣場更名為阿蘭·沙佩爾廣場。